# Avitta dinawa
Avitta dinawa är en fjärilsart som beskrevs av Bethune-Baker 1906. Avitta dinawa ingår i släktet Avitta och familjen nattflyn. Inga underarter finns listade i Catalogue of Life.